# Ixora samoensis
Ixora samoensis är en måreväxtart som beskrevs av Asa Gray. Ixora samoensis ingår i släktet Ixora och familjen måreväxter. Inga underarter finns listade i Catalogue of Life.